# PSR J0437-4715
PSR J0437-47 är en dubbelstjärna belägen i den mellersta delen av stjärnbilden Målaren. Den har en skenbar magnitud av ca 20,98 och kräver ett teleskop med kamera för att kunna observeras. Baserat på parallaxmätning på ca 7,10 mas, beräknas den befinna sig på ett avstånd på ca 510 ljusår (156 parsek) från solen.

## Egenskaper
PSR J0437−4715 är en pulsar, som upptäcktes i Parkes 70 cm-undersökning och är  fortfarande den närmaste och ljusstarkaste millisekundpulsaren (MSP) som är känd. Pulsaren roterar kring sin axel 173,7 gånger per sekund och fullbordar därför en rotation på 5,75 millisekunder. Den avger en strålkastarliknande radiostråle som sveper förbi jorden vid varje rotationsvarv.  
Pulsar kännetecknas av att vara den mest stabila naturliga klockan som är känd och är diskutabelt mer stabil än konstgjorda Atomur. Dess osäkerhet är ungefär 1 x 10-15. Två andra pulsarer, PSR B1855+09 och PSR B1937+21 är kända för att vara jämförbara i osäkerhet med atomur, eller cirka 3 x 10-14.
PSR J0437−4715 är den första MSP där röntgenstrålning är detekterad och studerad i detalj. Den är också den första av endast två pulsarer som har en fullständig tredimensionell orientering av sin bana fastställd.
Optiska observationer tyder att följeslagaren till PSR J0437-4715 troligen är en vit dvärg av helium med låg massa. Pulsaren har en massa som är cirka 1,4 solmassa och följeslagaren är cirka 0,25 solmassa. Paret kretsar kring varandra med en omloppsperiod av 5,75 dygn i nästan perfekt cirkulära banor.